# Henosferus molus
Henosferus és un gènere extint d'Australosphenida del Juràssic mitjà a l'Argentina. Henosferus molus és l'única espècie registrada i fou trobada a la Formació de Cañadón Asfalto, Província de Chubut (Patagònia).